# Gadira acerella
Gadira acerella är en fjärilsart som beskrevs av Walker 1866. Gadira acerella ingår i släktet Gadira och familjen Crambidae. Inga underarter finns listade i Catalogue of Life.